# Daudet N'Dongala
Daudet N'Dongala (Clichy, 16 settembre 1994) è un calciatore francese, centrocampista svincolato.

## Carriera
Ha giocato nella massima serie dei campionati bulgaro e rumeno.